# Requisitos de visto para cidadãos albaneses

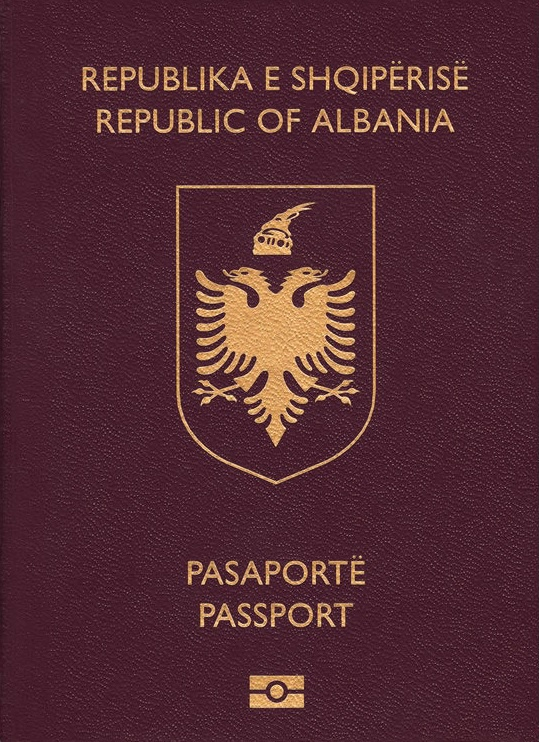
Um passaporte albanês com chip biométrico.

Os requisitos de visto para cidadãos albaneses são restrições administrativas de entrada impostas a cidadãos da Albânia pelas autoridades de outras nações.
Em 2024, os cidadãos albaneses tinham acesso sem visto ou com visto na chegada a 123 países e territórios, classificando o passaporte albanês em 43.º lugar no mundo, de acordo com o Índice de Passaportes Henley.

## Mapa de requisitos de visto

Requisitos de visto para cidadãos albaneses portadores de passaportes comuns
Albania
Viagem com cartão de identificação
Visto não exigido
Visto na chegada
eVisa
Visto disponível na chegada ou online
Visto exigido

## Requisitos de visa
| Country                         | Visto requirement               | Allowed stay      | Notas (excluindo custos de saída) |  |  |
| Andorra                         | Visto não exigido               | 90 dias           | |  |  |
| Angola                          | Visto exigido                   |                   | |  |  |
| Antígua e Barbuda               | Visto não exigido               | 180 dias          | |  |  |
| Argentina                       | Visto exigido                   |                   | |  |  |
| Arménia                         | Visto não exigido               | 180 dias          | - 180 dias dentro período de um ano. |  |  |
| Austrália                       | Requer visto Online             |                   | - Pode aplicar on-line (Visitante On-line e600 visa). |  |  |
| Áustria                         | Visto não exigido               | 90 dias           | - 90 dias dentro de qualquer período de 180 dias na área Schengen. |  |  |
| Azerbaijão                      | Visto não exigido               | 90 dias           | - 90 dias dentro de qualquer período de 180 dias |  |  |
| Bahamas                         | eVisa                           |                   | |  |  |
| Bahrein                         | eVisto / Visto na chegada       | 14 dias           | |  |  |
| Bangladesh                      | Visto na chegada                | 30 dias           | |  |  |
| Barbados                        | Visto não exigido               | 28 dias           | |  |  |
| Bielorrússia                    | Visto não exigido               | 30 dias           | - Para uma estadia total máxima de 90 dias dentro de qualquer um ano de calendário. |  |  |
| Bélgica                         | Visto não exigido               | 90 dias           | - 90 dias dentro de qualquer período de 180 dias na área Schengen. |  |  |
| Belize                          | Visto exigido                   |                   | |  |  |
| Benim                           | eVisa                           | 30 dias           | - Têm que ter um certificado de vacunação internacional. |  |  |
| Butão                           | eVisa                           |                   | |  |  |
| Bolívia                         | Visto online / Visto na chegada | 30 dias           | |  |  |
| Bósnia e Herzegovina            | Visto não exigido               | 90 dias           | - 90 dias dentro de qualquer período de 6 meses. - Cartão de cidadão válido. |  |  |
| Botswana                        | eVisa                           | 3 meses           | |  |  |
| Brasil                          | Visto não exigido               | 90 dias           | - 90 dias dentro de qualquer período de 180 dias. |  |  |
| Brunei                          | Visto exigido                   |                   | |  |  |
| Bulgária                        | Visto não exigido               | 90 dias           | - 90 dias dentro de qualquer 180 período de dia na área Schengen. |  |  |
| Burquina Fasso                  | eVisa                           |                   | |  |  |
| Burundi                         | Visto na chegada                | 1 mês             | |  |  |
| Camboja                         | eVisa / Visto na chegada        | 30 dias           | |  |  |
| Camarões                        | eVisa                           |                   | |  |  |
| Canadá                          | Visto exigido                   |                   | |  |  |
| Cabo Verde                      | Visto na chegada                |                   | |  |  |
| República Centro-Africana       | Visto exigido                   |                   | |  |  |
| Chade                           | Visto exigido                   |                   | |  |  |
| Chile                           | Visto não exigido               | 90 dias           | |  |  |
| China                           | Visto não exigido               | 90 dias           | - 90 dias dentro de qualquer período de 180 dias. |  |  |
| Colômbia                        | Visto não exigido               | 90 dias           | |  |  |
| Comores                         | Visto na chegada                | 45 dias           | |  |  |
| Congo                           | Visto exigido                   |                   | |  |  |
| República Democrática do Congo  | eVisa                           | 7 dias            | |  |  |
| Costa Rica                      | Visto exigido                   |                   | |  |  |
| Costa do Marfim                 | eVisa                           | 3 meses           | |  |  |
| Croácia                         | Visto não exigido               | 90 dias           | - 90 dias dentro de qualquer 180 período de dia na área Schengen. |  |  |
| Cuba                            | Cartão turista exigido          | 90 dias           | - Podem ser estendidos até 90 dias com um custo. |  |  |
| Chipre                          | Visto não exigido               | 90 dias           | - 90 dias dentro de qualquer período de 180 dias. |  |  |
| Chéquia                         | Visto não exigido               | 90 dias           | - 90 dias dentro de qualquer 180 período de dia na área Schengen. |  |  |
| Dinamarca                       | Visto não exigido               | 90 dias           | - 90 dias dentro de qualquer 180 período de dia na área Schengen. |  |  |
| Djibouti                        | eVisa                           | 90 dias           | |  |  |
| Domínica                        | Visto não exigido               | 21 dias           | |  |  |
| República Dominicana            | Visto não exigido               | 90 dias           | |  |  |
| Equador                         | Visto exigido                   |                   | |  |  |
| Egito                           | eVisto / Visto na chegada       | 30 dias           | |  |  |
| El Salvador                     | Visto não exigido               | 3 meses           | |  |  |
| Guiné Equatorial                | eVisa                           |                   | |  |  |
| Eritreia                        | Visto exigido                   |                   | |  |  |
| Estónia                         | Visto não exigido               | 90 dias           | - 90 dias dentro de qualquer 180 período de dia na área Schengen. |  |  |
| Eswatini                        | Visto exigido                   |                   | |  |  |
| Etiópia                         | eVisa                           | Até 90 dias       | - Titulares de E-Visto têm que chegar via Aeroporto Internacional Adís Abeba Bole |  |  |
| Fiji                            | Visto exigido                   |                   | |  |  |
| Finlândia                       | Visto não exigido               | 90 dias           | - 90 dias dentro de qualquer 180 período de dia na área Schengen. |  |  |
| França                          | Visto não exigido               | 90 dias           | - 90 dias dentro de qualquer 180 período de dia na área Schengen. |  |  |
| Gabão                           | eVisa                           | 90 dias           | - e-titulares de Visto têm que chegar via Aeroporto Internacional de Libreville. |  |  |
| Gâmbia                          | Visto exigido                   |                   | |  |  |
| Geórgia                         | Visto não exigido               | 1 ano             | |  |  |
| Alemanha                        | Visto não exigido               | 90 dias           | - 90 dias dentro de qualquer 180 período de dia na área Schengen. |  |  |
| Gana                            | Visto exigido                   |                   | - Pré-visto aprovado pode ser antes ou na chegada. |  |  |
| Grécia                          | Visto não exigido               | 90 dias           | - 90 dias dentro de qualquer 180 período de dia na área Schengen. |  |  |
| Granada                         | Visto exigido                   |                   | |  |  |
| Guatemala                       | Visto exigido                   |                   | |  |  |
| Guiné                           | eVisa                           | 90 dias           | |  |  |
| Guiné-Bissau                    | Visto na chegada                | 90 dias           | |  |  |
| Guiana                          | Visto exigido                   |                   | |  |  |
| Haiti                           | Visto não exigido               | 3 meses           | |  |  |
| Honduras                        | Visto exigido                   |                   | |  |  |
| Hungria                         | Visto não exigido               | 90 dias           | - 90 dias dentro de qualquer 180 período de dia na área Schengen. |  |  |
| Islândia                        | Visto não exigido               | 90 dias           | - 90 dias dentro de qualquer 180 período de dia na área Schengen. |  |  |
| Índia                           | eVisa                           | 30 dias           | - portadores de e-Visa deve chegar via 26 aeroportos designados or 3 designated seaports. - Um visto de E-Visa Indiano só pode ser obtido duas vezes no prazo de 1 ano civil. - Os estrangeiros de origem paquistanesa ou que possuam um passaporte paquistanês não são elegíveis para um e-Visa. Os estrangeiros que não sejam cidadãos paquistaneses, mas cujos pais ou avós (paternos ou maternos) nasceram ou eram residentes permanentes no Paquistão, também não são elegíveis para um e-Visa.                                                       |  |  |
| Indonésia                       | e-VOA / Visto na chegada        | 30 dias           | |  |  |
| Irã                             | eVisa                           | 30 dias           | |  |  |
| Iraque                          | Visto exigido                   |                   | - Pode-te solicitar um e-Visto (30 dias) para visitar a Região do Curdistão no Iraque. |  |  |
| Irlanda                         | Visto exigido                   |                   | - Visto é emitido livre de custo. |  |  |
| Israel                          | Visto não exigido               | 90 dias           | |  |  |
| Itália                          | Visto não exigido               | 90 dias           | - 90 dias dentro de qualquer 180 período de dia na área Schengen. |  |  |
| Jamaica                         | Visto na chegada                | 90 dias           | |  |  |
| Japão                           | Visto exigido                   |                   | |  |  |
| Jordânia                        | eVisto / Visto na chegada       |                   | - Visto pode ser obtida a chegada, custará um total de 40 JOD, disponível principalmente nos portos internacionais e passagens terrestres. (Exceto King Hussein/Allenby Ponte) |  |  |
| Cazaquistão                     | Visto não exigido               | 90 dias           | - 90 dias dentro de qualquer período de 365 dias. |  |  |
| Quénia                          | Electronic Travel Authorisation | 90 dias           | - As candidaturas podem ser apresentadas até 90 dias antes da viagem e devem ser apresentadas com pelo menos 3 dias de antecedência. - Custo de eTA é USD 32,50. - É necessário comprovar a reserva no hotel onde os visitantes pretendem ficar (se ficarem com amigos, também é aceitável uma carta-convite). - Certificação vacina febre amarela exigida se vem de países endémicos. |  |  |
| Kiribati                        | Visto exigido                   |                   | |  |  |
| Coreia do Norte                 | Visto exigido                   |                   | |  |  |
| Coreia do Sul                   | Electronic Travel Authorization | 30 dias           | - O período de validade de um K-ETA é 3 anos e necessita de aprovação. |  |  |
| Kosovo                          | Liberdade de movimento          |                   | - Cartão de cidadão válido. |  |  |
| Kuwait                          | Visto exigido                   |                   | |  |  |
| Quirguistão                     | Visto não exigido               | 60 dias           | |  |  |
| Laos                            | eVisto / Visto na chegada       | 30 dias           | - 17 das 31 passagens fronteiriças estão abertas apenas aos titulares de vistos. - e-Visa podem ser utilizados para entrar em Laos através dos aeroportos internacionais Luang Prabang, Pakse e Vientiane , 3 pontes Thai-Lao Friendship Bridges e em Boten (apenas por estrada e comboio). - Visto na chegada disponível nos aeroportos internacionais Luang Prabang, Pakse e Vientiane , as 4 pontes Thai-Lao Friendship Bridges e 6 passagens terrestres. - O visto à chegada é prorrogável por mais 60 dias no departamento de imigração em Vientiane. |  |  |
| Letónia                         | Visto não exigido               | 90 dias           | - 90 dias dentro de qualquer 180 período de dia na área Schengen. |  |  |
| Líbano                          | Visto exigido                   |                   | |  |  |
| Lesoto                          | eVisa                           |                   | |  |  |
| Libéria                         | Visto exigido                   |                   | |  |  |
| Líbia                           | eVisa                           |                   | |  |  |
| Liechtenstein                   | Visto não exigido               | 90 dias           | - 90 dias dentro de qualquer 180 período de dia na área Schengen. |  |  |
| Lituânia                        | Visto não exigido               | 90 dias           | - 90 dias dentro de qualquer 180 período de dia na área Schengen. |  |  |
| Luxemburgo                      | Visto não exigido               | 90 dias           | - 90 dias dentro de qualquer 180 período de dia na área Schengen. |  |  |
| Madagascar                      | Visto na chegada                | 90 dias           | |  |  |
| Malawi                          | eVisto / Visto na chegada       | 90 dias           | |  |  |
| Malásia                         | Visto não exigido               | 3 meses           | |  |  |
| Maldivas                        | Visto na chegada                | 30 dias           | |  |  |
| Mali                            | Visto exigido                   |                   | |  |  |
| Malta                           | Visto não exigido               | 90 dias           | - 90 dias dentro de qualquer 180 período de dia na área Schengen. |  |  |
| Ilhas Marshall                  | Visto exigido                   |                   | |  |  |
| Mauritânia                      | Visto na chegada                |                   | - Disponível no Aeroporto Internacional Nouakchott–Oumtounsy. |  |  |
| Maurícia                        | Visto na chegada                | 60 dias           | |  |  |
| México                          | Visto exigido                   |                   | - isenção de Visto para residentes permanentes ou titulares de visto válido de Área de Schengen, Canadá, Japão, EUA. |  |  |
| Estados Federados da Micronésia | Visto não exigido               | 30 dias           | |  |  |
| Moldávia                        | Visto não exigido               | 90 dias           | - 90 dias dentro de qualquer período de 180 dias. |  |  |
| Mónaco                          | Visto não exigido               | 90 dias           | |  |  |
| Mongólia                        | eVisa                           | 30 dias           | |  |  |
| Montenegro                      | Visto não exigido               | 90 dias           | - Cartão de identidade albanês válida para 30 dias |  |  |
| Marrocos                        | Visto exigido                   |                   | |  |  |
| Moçambique                      | eVisto / Visto na chegada       | 30 dias           | |  |  |
| Myanmar                         | eVisa                           | 28 dias           | - e-titulares de Visto têm que chegar via aeroportos de Yangon, Naypyidaw ou Mandalay ou via passagens terrestres com a Tailândia — Tachileik, Myawaddy e Kawthaung ou Índia — Rih Khaw Dar e Tamu, Myanmar. - e-Visto é disponível apenas para turismo. |  |  |
| Namíbia                         | Visto exigido                   |                   | |  |  |
| Nauru                           | Visto exigido                   |                   | |  |  |
| Nepal                           | Visto online / Visto na chegada | 90 dias           | |  |  |
| Países Baixos                   | Visto não exigido               | 90 dias           | - 90 dias dentro de qualquer 180 período de dia na área Schengen. |  |  |
| Nova Zelândia                   | Visto exigido                   |                   | - Titulares de um Visto Residente Permanente australiano ou Visto de Regresso Residente pode ser concedido uma Nova Zelândia Visado Residente em cima chegada permite estadia indefinida (conforme Arranjo de Viagem Trans-Tasman, tem a cumprir requisitos de carácter e obtendo uma autorização de Viagem Eletrónica anteriormente à saída. |  |  |
| Nicarágua                       | Visto exigido                   |                   | |  |  |
| Níger                           | Visto exigido                   |                   | |  |  |
| Nigéria                         | eVisa                           | 90 dias           | |  |  |
| Macedónia do Norte              | Visto não exigido               | 90 dias           | - Cartão de identidade albanês válida - 90 dias dentro de qualquer período de 180 dias. |  |  |
| Noruega                         | Visto não exigido               | 90 dias           | - 90 dias dentro de qualquer 180 período de dia na área Schengen. |  |  |
| Omã                             | Visto não exigido               | 14 dias           | |  |  |
| Paquistão                       | eVisa                           | 90 dias           | |  |  |
| Palau                           | Visto na chegada                | 30 dias           | |  |  |
| Panamá                          | Visto exigido                   |                   | - os passageiros que tenham um visto primeiramente múltiplo emitido pela Austrália, Canadá, Japão, Coreia do Sul, Singapura, os EUA, o Reino Unido ou um estado de membro da UE podem apresentar o visto. |  |  |
| Papua-Nova Guiné                | eVisa                           | 60 dias           | - Os visitantes podem solicitar um visto on-line na categoria "itinerário próprio do turista" . |  |  |
| Paraguai                        | Visto exigido                   |                   | |  |  |
| Peru                            | Visto exigido                   |                   | |  |  |
| Filipinas                       | Visto exigido                   |                   | |  |  |
| Polónia                         | Visto não exigido               | 90 dias           | - 90 dias dentro de qualquer 180 período de dia na área Schengen. |  |  |
| Portugal                        | Visto não exigido               | 90 dias           | - 90 dias dentro de qualquer 180 período de dia na área Schengen. |  |  |
| Catar                           | eVisa                           |                   | Os viajantes podem solicitar um visto no site Hayya. |  |  |
| Roménia                         | Visto não exigido               | 90 dias           | - 90 dias dentro de qualquer 180 período de dia na área Schengen. |  |  |
| Rússia                          | Visto exigido                   |                   | |  |  |
| Ruanda                          | Visto não exigido               | 30 dias           | |  |  |
| São Cristóvão e Nevis           | Visto não exigido               | 90 dias           | |  |  |
| Santa Lúcia                     | Visto exigido                   |                   | |  |  |
| São Vicente e Granadinas        | Visto não exigido               | 3 meses           | |  |  |
| Samoa                           | Visto não exigido               | 60 dias           | |  |  |
| San Marino                      | Visto não exigido               | 90 dias           | |  |  |
| São Tomé e Príncipe             | eVisa                           |                   | |  |  |
| Arábia Saudita                  | eVisto / Visto na chegada       | 90 dias           | |  |  |
| Senegal                         | Visto na chegada                | 30 dias           | |  |  |
| Sérvia                          | Visto não exigido               | 90 dias           | - Cartão de identidade albanês válida - 90 dias dentro de qualquer 6 período de mês. |  |  |
| Seicheles                       | Electronic Border System        | 3 meses           | - O pedido pode ser apresentado até 30 dias antes da viagem. - Os visitantes devem ter uma(s) confirmação (s) de reserva para o local de estadia de cada visitante nas Seychelles. - O certificado de vacinação contra a febre amarela é exigido se for proveniente de Países endémicos. - Pagamento da taxa (EUR 10) por cartão de crédito ou débito. - Válido apenas para uma viagem e expira após a saída do país. |  |  |
| Serra Leoa                      | eVisa                           | 3 meses           | |  |  |
| Singapura                       | Visto não exigido               | 30 dias           | |  |  |
| Eslováquia                      | Visto não exigido               | 90 dias           | - 90 dias dentro de qualquer 180 período de dia na área Schengen. |  |  |
| Eslovénia                       | Visto não exigido               | 90 dias           | - 90 dias dentro de qualquer 180 período de dia na área Schengen. |  |  |
| Ilhas Salomão                   | Visto exigido                   |                   | |  |  |
| Somália                         | Visto na chegada                | 30 dias           | - Disponível nos aeroportos de Bosaso, Galcaio e Mogadishu. |  |  |
| África do Sul                   | eVisa                           |                   | |  |  |
| Sudão do Sul                    | eVisa                           |                   | - Disponível on-line. - Autorização de visto programada tem que ser apresentada no tempo de viagem. |  |  |
| Espanha                         | Visto não exigido               | 90 dias           | - 90 dias dentro de qualquer 180 período de dia na área Schengen. |  |  |
| Sri Lanka                       | eVisto / Visto na chegada       | 60 dias / 30 dias | - O visto de visitante normal permite uma estadia de 60 dias dentro de qualquer período de 6 meses. - Custos de Vistos (para visto normal de visitante): - SAARC - USD 35 - Não SAARC - USD 75 - As categorias de e-Visa serão cobradas uma taxa de serviço adicional de USD 18,50. - Em caso de trânsito a partir de qualquer um dos aeroportos do Sri Lanka, o visto eletrónico está isento (período de trânsito de 2 dias). |  |  |
| Sudão                           | Visto exigido                   |                   | |  |  |
| Suriname                        | Visto não exigido               | 90 dias           | - Um custo primeiramente de 25 USD ou 25 Euros têm que ser pagos on-line anteriormente a chegada. - Entrada múltipla e-Visto é também disponível. |  |  |
| Suécia                          | Visto não exigido               | 90 dias           | - 90 dias dentro de qualquer 180 período de dia na área Schengen. |  |  |
| Suíça                           | Visto não exigido               | 90 dias           | - 90 dias dentro de qualquer 180 período de dia na área Schengen. |  |  |
| Síria                           | eVisa                           |                   | |  |  |
| Tajiquistão                     | eVisa                           | 60 Cidadãos       | - Maiores de 55 podem viajar para 14 dias sem um visto. |  |  |
| Tanzânia                        | eVisto / Visto na chegada       | 90 dias           | |  |  |
| Tailândia                       | Visto não exigido               | 60 dias           | |  |  |
| Timor-Leste                     | Visto na chegada                | 30 dias           | |  |  |
| Togo                            | eVisa                           | 15 dias           | |  |  |
| Tonga                           | Visto exigido                   |                   | |  |  |
| Trindade e Tobago               | Visto não exigido               | 90 dias           | |  |  |
| Tunísia                         | Visto exigido                   |                   | |  |  |
| Turquia                         | Visto não exigido               | 90 dias           | |  |  |
| Turquemenistão                  | Visto exigido                   |                   | |  |  |
| Tuvalu                          | Visto na chegada                | 1 mês             | |  |  |
| Uganda                          | eVisa                           | 3 meses           | |  |  |
| Ucrânia                         | Visto não exigido               | 90 dias           | - 90 dias dentro de qualquer período de 180 dias. |  |  |
| Emirados Árabes Unidos          | Visto não exigido               | 180 dias          | |  |  |
| Reino Unido                     | Visto exigido                   |                   | |  |  |
| Estados Unidos                  | Visto exigido                   |                   | |  |  |
| Uruguai                         | Visto exigido                   |                   | |  |  |
| Uzbequistão                     | eVisa                           | 30 dias           | - Trânsito isento de visto de 5 dias nos aeroportos internacionais se possuir um bilhete de ida confirmado para um voo com destino a um país terceiro. |  |  |
| Vanuatu                         | Visto exigido                   |                   | |  |  |
| Vaticano                        | Visto não exigido               |                   | |  |  |
| Venezuela                       | Visto exigido                   |                   | |  |  |
| Vietname                        | eVisa                           |                   | - e-Visto é válida para 90 dias e entrada múltipla. - Phú Quốc Isenção de visto para até 30 dias. |  |  |
| Iémen                           | Visto exigido                   |                   | |  |  |
| Zâmbia                          | eVisto / Visto na chegada       | 90 dias           | |  |  |
| Zimbabwe                        | Visto na chegada                | 30 dias           | - 30 dias para visitas empresariais, 3 meses para turistas. |  |  |

## Territórios e áreas disputadas
Requisitos de visto para cidadãos albaneses para visitas a vários territórios, áreas disputadas , países parcialmente reconhecidos e zonas restritas:
| Visitante a                                                                  | Requisito Visa                   | Notas (excluindo custos de saída) |
| Europa                                                                       | Europa                           | Europa |
| ---------------------------------------------------------------------------- | -------------------------------- | --- |
| Abecásia                                                                     | Visto exigido                    | |
| Monte Athos                                                                  | Autorização especial necessária  | Uma permissão Especial exigida (4 dias: €25 para visitantes de Igreja ortodoxos Orientais, €35 para visitantes não ortodoxos, €18 para estudantes). Há quota para visitantes : máximo 100 Igreja ortodoxa Oriental e 10 não-ortodoxo pelo dia e as mulheres não são deixadas. |
| Bielorrússia Brest e Grodno                                                  | Visto não exigido                | Visa-livre para 10 dias |
| República da Crimeia Crimeia                                                 | Visto não exigido                | Política de Visto da Rússia é aplicado. |
| República Turca de Chipre do Norte                                           | Visto não exigido                | 3 meses |
| Nações Unidas Zona de tampão e zona de permissão das Nações Unidas no Chipre | Autorização de acesso necessária | Autorização para acesso ao Chipre é necessária para viagens dentro da zona, exceto Áreas de Uso Civil. |
| Ilhas Faroe                                                                  | Visto não exigido                | 90 dias |
| Gibraltar                                                                    | Visto exigido                    | |
| Guernsey                                                                     | Visto exigido                    | |
| Ilha de Man                                                                  | Visto exigido                    | |
| Noruega Jan Mayen                                                            | Permissão exigida                | Permissão emitida pela polícia local exigida para ficar para menos de 24 horas e permite emitido pela polícia norueguesa para ficar mais de 24 horas. |
| Jersey                                                                       | Visto exigido                    | |
| Kosovo                                                                       | Visto não exigido                | 90 dias, Van a carta Válida |
| Rússia                                                                       | Special authorization required   | Muitos cidades e as regiões na Rússia fechadas exigem autorização especial. |
| Ossétia do Sul                                                               | Visto não exigido                | Visto primeiramente múltiplo a Rússia e três-dia a notificação prévia é exigida para acesso à Ossétia do Sul. |
| Noruega Svalbard                                                             | Estadia ilimitada                | - Liberdade de movimento. - Todo mundo pode viver e trabalhar em Svalbard indefinidamente a toda a costa do país. |
| Transnístria                                                                 | Visto não exigido                | A inscrição exigida depois de 24h. |
| África                                                                       |                                  | |
| Território Britânico do Oceano Índico                                        | Autorização especial necessária  | Permissão Especial exigida. |
| Eritreia Exterior de Asmara                                                  | Autorização de viagem exigido    | Para viajar no resto do país, uma Permissão de Viagem para Estrangeiros exigida (20 Eritreia nakfa). |
| Mayotte                                                                      | Visto não exigido                | 90 dias |
| Reunião (departamento)                                                       | Visto não exigido                | 90 dias |
| Ilha de Ascensão                                                             | eVisa                            | 3 meses dentro de qualquer período de ano |
| Santa Helena (território)                                                    | Visto exigido                    | |
| Tristão da Cunha                                                             | Permission required              | Permissão para aterrar exigido por 15/30 libras esterlinas (passageiro/barco iate) para Ilha Tristão da Cunha ou 20 libras esterlinas para Ilha Gough, Rouxinol ou Ilha Inacessíveis. |
| Saara Ocidental                                                              |                                  | Regime de visto indefenido na Território controlado do Sáhara Ocidental. |
| Somalilândia                                                                 | Visto na chegada                 | 30 dias para USD30, pagáveis na chegada. |
| Sudão                                                                        | Autorização de viagem exigido    | Todos os estrangeiros que viajam mais de 25 quilómetros exteriores de Jartum tem que obter uma permissão de viagem. |
| Sudão Darfur                                                                 | Autorização de viagem exigido    | Permissão de viagem separada é exigida. |
| Ásia                                                                         |                                  | |
| Hong Kong                                                                    | Visto não exigido                | 14 dias |
| Índia PAP/RAP                                                                | PAP/RAP exigido                  | Permissão de acesso a Área Protegida (PAP) requerida para estados inteiros de Nagaland e Sikkim e partes de estados Manipur, Arunachal Pradesh, Uttaranchal, Jammu e Kashmir, Rajasthan, Himachal Pradesh. Permissão de Área restringida (RAP) requerida para todas as Ilhas Andamão e Nicobar e partes de Sikkim. Alguns destes requisitos são ocasionalmente levantados para um ano. |
| Cazaquistão                                                                  | Licença especial exigida         | A permissão especial requerido para a cidade de Baikonur e áreas circundantes em Kyzylorda Oblast, e a cidade de Gvardeyskiy próximo Almaty. |
| Irã Visitantes Kish                                                          | Visto não exigido                | A ilha Kish não requer um visto. |
| Macau                                                                        | Visto não exigido                | 90 dias |
| Maldivas                                                                     | Licença exigida                  | Com a excepção do capital Malé, os turistas são geralmente proibidos de visitar não-ilhas de centro sem o expressar e com permissão do Governo das Maldivas. |
| Coreia do Norte Exterior Pyongyang                                           | Autorização especial necessária  | As pessoas não são deixadas de sair da cidade capital, os turistas só podem deixar o capital com uma guia turística governamental (nenhum guia independente) |
| Palestina                                                                    | Visto não exigido                | Chegada por mar a Gaza não permitida. |
| Taiwan                                                                       | Visto exigido                    | |
| Tajiquistão Província autónoma Gorno-Badakhshan                              | OIVR licença exigida             | Permissão OIVR exigido (15+5 Tajikistani Somoni) e outra permissão especial (livre de cargos) exigida para Lago Sarez. |
| China Região autónoma de Tibete                                              | TTP exigido                      | Permissão de Viagem exigida Tibete (10 Dólares dos EUA). |
| Turquemenistão                                                               | Autorização especial necessária  | Uma permissão especial, emitido anteriormente a chegada por Ministério de Assuntos Exteriores, é exigido se visitar os seguintes lugares: Atamurat, Cheleken, Dashoguz, Serakhs e Serhetabat. |
| Nações Unidas Zona Coreana Demilitarizada                                    | Zona Restringida.                | |
| Nações Unidas Zona UNDOF e Ghajar                                            | Zona restringida.                | |
| Iémen                                                                        | Licença especial exigida         | A permissão especial exigido para viagem fora de Sa'um ou Ademn. |
| Caraíbas                                                                     |                                  | |
| Anguila                                                                      | Visto exigido                    | |
| Aruba                                                                        | Visto não exigido                | 30 dias |
| Bermudas                                                                     | Visto exigido                    | |
| Países Baixos Bonaire, St. Eustatius e Saba                                  | Visto não exigido                | 90 dias |
| Ilhas Virgens Britânicas                                                     | Visto exigido                    | |
| Ilhas Cayman                                                                 | Visto exigido                    | |
| Curaçau                                                                      | Visto não exigido                | 90 dias |
| França Guiana Francesa                                                       | Visto não exigido                | 90 dias |
| França Índias do Oeste francesas                                             | Visto não exigido                | 90 dias; Índias do Oeste francesas referente a Martinica, Guadalupe, Santo Martin e Saint Barthélemy. |
| Gronelândia                                                                  | Visto não exigido                | 90 dias |
| Montserrat                                                                   | Electronic visa                  | |
| Porto Rico                                                                   | Visto exigido                    | |
| São Pedro e Miquelão                                                         | Visto não exigido                | 90 dias |
| São Martinho                                                                 | Visto não exigido                | 90 dias |
| Ilhas Turks e Caicos                                                         | Visto exigido                    | |
| U.S. Ilhas Virgens                                                           | Visto exigido                    | |
| Oceania                                                                      |                                  | |
| Samoa Americana                                                              | Licença de entrada exigida       | |
| Austrália Ilhas Ashmore e Cartier                                            | Autorização Especial exigida     | a autorização Especial requereu. |
| França Ilha Clipperton                                                       | Autorização especial necessária  | a permissão Especial requereu. |
| Ilhas Cook                                                                   | Visto não exigido                | 31 dias |
| Fiji Província Lau                                                           | Licença especial exigida         | Permissão Especial requerida. |
| Polinésia Francesa                                                           | Visto não exigido                | 90 dias |
| Guam                                                                         | Visto exigido                    | |
| Nova Caledónia                                                               | Visto exigido                    | |
| Niue                                                                         | Visto na chegada                 | 30 dias |
| Marianas Setentrionais                                                       | Visto exigido                    | |
| Ilhas Pitcairn                                                               | Visto não exigido                | Visto de 14 dias livre e depois de chegar com custo 35 USD ou imposto de 5 USD se não indo a terra. |
| Tokelau                                                                      | Entry permit required            | |
| Estados Unidos Ilhas Menores Distantes dos Estados Unidos                    | Licença especial exigida         | As permissões Especiais requeridas para Ilha de Panadero, Ilha Howland, ilha Jarvis, Atol Johnston, Arrecife Kingman, Atol Palmyra e Ilha Wake. |
| Wallis e Futuna                                                              | Visto não exigido                | 90 dias |
| Atlântico Sul e Antártida                                                    |                                  | |
| Ilhas Malvinas                                                               | Visto exigido                    | |
| Ilhas Geórgia do Sul e Sandwich do Sul                                       | Permite exigido                  | Pré-permissão de chegada do Comissário requerido (72 horas/1 mês para 110/160 libras esterlinas). |
| Antártida                                                                    |                                  | As Permissões Especiais exigem autorização para Território Antártico Britânico, Terras Austrais e Antárticas Francesas, Antártida Argentina, Austrália Território antártico australiano, Antártica Chilena Território antártico chileno, Austrália Ilha Heard e Ilhas McDonald, Noruega Peter I Ilha, Noruega Terra da Rainha Maud, Nova Zelândia Dependência Ross.                    |

- Os vistos para Camboja, Mianmar, Ruanda, São Tomé e Príncipe e Sri Lanka podem ser obtidos online.[365][366][367][368][369][370][371]

## Apenas passaportes diplomáticos e oficiais
| Países         | Estadia permitida |
| -------------- | ----------------- |
| Argélia        | 90 dias           |
| Argentina      | 90 dias           |
| Cuba           | 90 dias           |
| Equador        | 90 dias           |
| Japão          | 90 dias           |
| Kuwait         | 90 dias           |
| Ilhas Marshall | 90 dias           |
| Mongólia       | 90 dias           |
| Marrocos       | 90 dias           |
| Peru           | 90 dias           |
| Filipinas      | 90 dias           |
| Catar          | 90 dias           |
| Rússia         | 90 dias           |
| África do Sul  | 90 dias           |
| Tunísia        | 90 dias           |
| Uruguai        | 90 dias           |
| Vietname       | 90 albanês        |

## Documento de identificação albanês como substituição opcional de passaporte

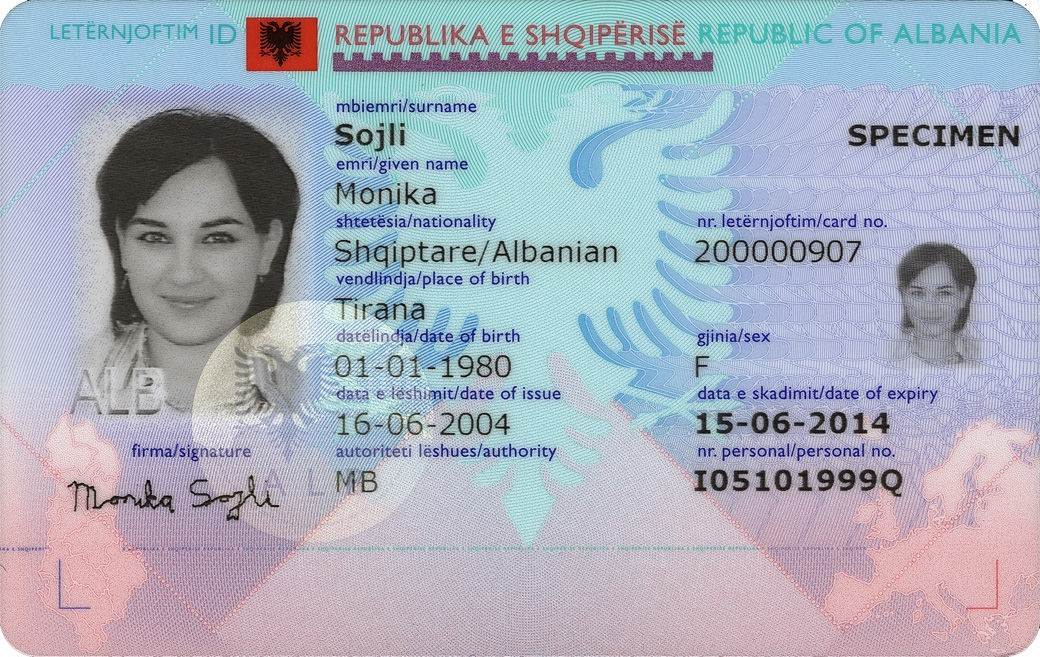
Cartão de identidade albanês

Os documentos de identidade albaneses podem ser usados em vez do passaporte para viajar para alguns países e territórios dos Balcãs Ocidentais que assinaram acordos bilaterais com a Albânia.
| Países e territórios |
| -------------------- |
| Bósnia e Herzegovina |
| Kosovo               |
| Montenegro           |
| Macedónia do Norte   |
| Sérvia               |

## Restrições mais comuns para viagens a países que não requerem visto

### Páginas em branco no passaporte
Muitos países exigem um número mínimo de páginas em branco no passaporte apresentado, normalmente uma ou duas páginas. As páginas de endosso, que geralmente aparecem após as páginas do visto, não são consideradas válidas ou disponíveis.

### Vacinação
Os países africanos de Angola, Benim, Burquina Fasso, Burundi, Camarões, Chade, Costa do Marfim, Guiné Equatorial, Gabão, Gâmbia, Gana, Guiné-Bissau, Libéria, Mali, Mauritânia, Níger, Quênia, República Centro-Africana, República Democrática do Congo, República do Congo, Ruanda, Senegal, Serra Leoa, Sudão do Sul, Togo, Uganda e Zâmbia exigem que todos os passageiros que chegam ao país com mais de nove meses a um ano tenham um Certificado Internacional de Vacinação ou Profilaxia atualizado, assim como o território sul-americano da Guiana Francesa.
Alguns outros países exigem a vacinação apenas se o passageiro vier de uma área infectada ou tiver visitado uma recentemente ou transitado por 12 horas nesses países: África do Sul, Argélia, Botsuana, Cabo Verde, Chade, Djibouti, Egito, Eritreia, Essuatíni, Etiópia, Gâmbia, Gana, Guiné, Guiné Equatorial, Lesoto, Líbia, Madagascar, Malawi, Maurícia, Mauritânia, Moçambique, Namíbia, Nigéria, Papua Nova Guiné, Seicheles, Somália, Sudão, Tunísia, Uganda, Tanzânia, Zâmbia e Zimbábue.

### Validade do passaporte
Pouquíssimos países, como o Paraguai, exigem apenas um passaporte válido na chegada.
No entanto, muitos países e grupos de países agora exigem apenas um documento de identidade – especialmente de seus vizinhos. Outros países podem ter acordos bilaterais especiais que se afastam da generalidade de suas políticas de validade de passaporte para encurtar o período de validade exigido para os cidadãos uns dos outros ou até mesmo aceitar passaportes que já expiraram (mas não foram cancelados).
Alguns países, como Japão, Irlanda e Reino Unido, exigem um passaporte válido durante todo o período da estadia pretendida.
Na ausência de acordos bilaterais específicos, os países ou territórios que exigem que os passaportes sejam válidos por pelo menos mais 6 meses aquando da chegada incluem Afeganistão, Anguila, Arábia Saudita, Argélia, Bahrein, Butão, Botsuana, Brunei, Camboja, Camarões, Cabo Verde, Catar, Chade, Comores, Costa Rica, Costa do Marfim, Curaçao, Emirados Árabes Unidos, Egito, El Salvador, Equador, Filipinas, Guiné Equatorial, Fiji, Gabão, Guiné Bissau, Guiana, Haiti, Ilhas Cayman, Ilhas Marshall, Ilhas Salomão, Ilhas Virgens Britânicas, Índia, Indonésia, Irã, Iraque, Israel, Jordânia, Kiribati, Kuwait, Laos, Madagascar, Malásia, Mongólia, Mianmar, Namíbia, Nepal, Nicarágua, Nigéria, Omã, Palau, Papua Nova Guiné, Peru, Quênia, República Centro-Africana, Ruanda, Samoa, Singapura, Somália, Sri Lanka, Sudão, Suriname, Tanzânia, Tailândia, Timor-Leste, Tokelau, Tonga, Turquia, Tuvalu, Uganda, Vanuatu, Venezuela e Vietnã.
Os países que exigem passaportes válidos por pelo menos 4 meses na chegada incluem Micronésia e Zâmbia.
Os países que exigem passaportes com validade de pelo menos 3 meses além da data prevista de partida incluem Azerbaijão, Bósnia e Herzegovina, Honduras, Montenegro, Nauru, Moldávia e Nova Zelândia. Da mesma forma, os países do EEE: Islândia, Liechtenstein, Noruega, todos os países da União Europeia (exceto Irlanda), juntamente com a Suíça, também exigem 3 meses de validade além da data prevista de partida do portador, a menos que o portador seja cidadão do EEE ou da Suíça.
Os países que exigem passaportes válidos por pelo menos 3 meses na chegada incluem Albânia, Macedônia do Norte, Panamá e Senegal.
As Bermudas exigem que os passaportes sejam válidos por pelo menos 45 dias na entrada.
Os países e territórios que exigem passaportes com validade de pelo menos um mês além da data prevista de partida incluem África do Sul, Eritreia, Hong Kong, Líbano, Macau, Maldivas.

#### Idade máxima do passaporte
Os países do Espaço Schengen exigem que os passaportes de países não pertencentes à UE tenham menos de 10 anos na entrada. Vários titulares de passaportes britânicos, que até setembro de 2018 podiam ser emitidos com um período de validade de até 10 anos e nove meses se o passaporte anterior não estivesse vencido, não puderam viajar para a UE após o Brexit devido a essa restrição.

### Antecedentes criminais
Alguns países, incluindo Austrália, Canadá, Fiji, Nova Zelândia e Estados Unidos, barram rotineiramente a entrada de estrangeiros com antecedentes criminais, enquanto outros impõem restrições dependendo do tipo de condenação e da duração da pena.

### Persona non grata
O governo de um país pode declarar um diplomata Persona non grata, proibindo-o de entrar no país ou expulsando-o caso já tenha entrado. Em situações não diplomáticas, as autoridades de um país também podem declarar um estrangeiro persona non grata permanente ou temporariamente, geralmente devido a atividades ilegais.
O Azerbaijão declara como persona non grata pessoas que apresentem em seus passaportes vestígios de visita ao antigo estado de Artsaque sem o seu consentimento.

### Carimbos de Israel
Kuwait, Líbano, Líbia, e Iêmen não permitem a entrada de pessoas com carimbos de passaporte de Israel ou cujos passaportes tenham um visto israelense, usado ou não, ou quando houver evidências de viagens anteriores a Israel, como carimbos de entrada ou saída de postos de fronteira vizinhos em países de trânsito como Jordânia e Egito.
Para contornar o boicote da Liga Árabe a Israel, os serviços de imigração israelenses praticamente deixaram de carimbar passaportes de estrangeiros na entrada ou saída de Israel (a menos que a entrada seja para fins profissionais). Desde 15 de janeiro de 2013, Israel não carimba mais passaportes estrangeiros no Aeroporto Internacional Ben Gurion. Os passaportes ainda são carimbados (desde 22 de junho de 2017) em Erez ao entrar e sair de Gaza.
O Irã recusa a admissão de portadores de passaportes que contenham visto ou carimbo israelense com menos de 12 meses.

### Biometria
Vários países exigem que todos os viajantes, ou todos os viajantes estrangeiros, sejam submetidos à coleta de impressões digitais na chegada e barram ou até mesmo prendem os viajantes que se recusam a ceder sua biometria. Em alguns países, como os Estados Unidos, isso pode se aplicar até mesmo a passageiros em trânsito que desejam apenas fazer uma escala em vez de desembarcar.
Os países/regiões que realizam a coleta de impressões digitais incluem Afeganistão, Arábia Saudita, Argentina, Brunei, Camboja, China, Coreia do Sul, Emirados Árabes Unidos, Estados Unidos, Etiópia, Gana, Guiné, Índia, Japão, Malásia (na entrada e na saída), Mongólia, Quênia (impressões digitais e uma foto são tiradas), Singapura, Taiwan, Tailândia, Uganda.
Muitos países também exigem que seja tirada uma foto das pessoas que entram no país. Os Estados Unidos, que não implementam integralmente as formalidades de controle de saída em suas fronteiras terrestres (embora isso seja exigido há muito tempo por sua própria legislação), pretendem implementar o reconhecimento facial para passageiros que partem de aeroportos internacionais para identificar pessoas que ultrapassaram o prazo de validade do visto.
Juntamente com o reconhecimento de impressão digital e facial, a digitalização da íris é uma das três tecnologias de identificação biométrica padronizadas internacionalmente desde 2006 pela Organização da Aviação Civil Internacional (OACI) para uso em passaportes eletrônicos e os Emirados Árabes Unidos realizam a digitalização da íris em visitantes que precisam solicitar um visto. O Departamento de Segurança Interna dos Estados Unidos anunciou planos para aumentar significativamente os dados biométricos coletados nas fronteiras dos EUA. Em 2018, Singapura iniciou testes de digitalização da íris em três postos de controle de imigração terrestre e marítima.